# Anders Karlsson (ishockeytränare)
Ante Karlsson, född 12 april 1969, är en svensk ishockeytränare.

## Klubbar
- Timrå IK (2007–2014)
- Södertälje SK (2014–2015)
- Färjestad BK (2015–2019)
- Timrå IK (2019–2024)